# Cheredinovski
Cheredinovski (del ruso: Черединовский) es un asentamiento de tipo urbano del raión de Gulkévichi del krai de Krasnodar, en el sur de Rusia. Está situado en la orilla izquierda del río Kubán, 6 km al nordeste de Gulkévichi y 143 km al este de Krasnodar, la capital del krai. Tenía 199 habitantes en 2010
Pertenece al municipio Guiréiskoye.